# دان وایس
دان وایس (انگلیسی: Don Weis؛ ۱۳ مهٔ ۱۹۲۲ – ۲۶ ژوئیهٔ ۲۰۰۰) یک کارگردان فیلم و تلویزیون اهل ایالات متحده آمریکا بود.